# Mortimer Wheeler
Sir Robert Eric Mortimer Wheeler (Glasgow, 10 settembre 1890 – Londra, 22 luglio 1976) è stato un archeologo britannico.

## Biografia

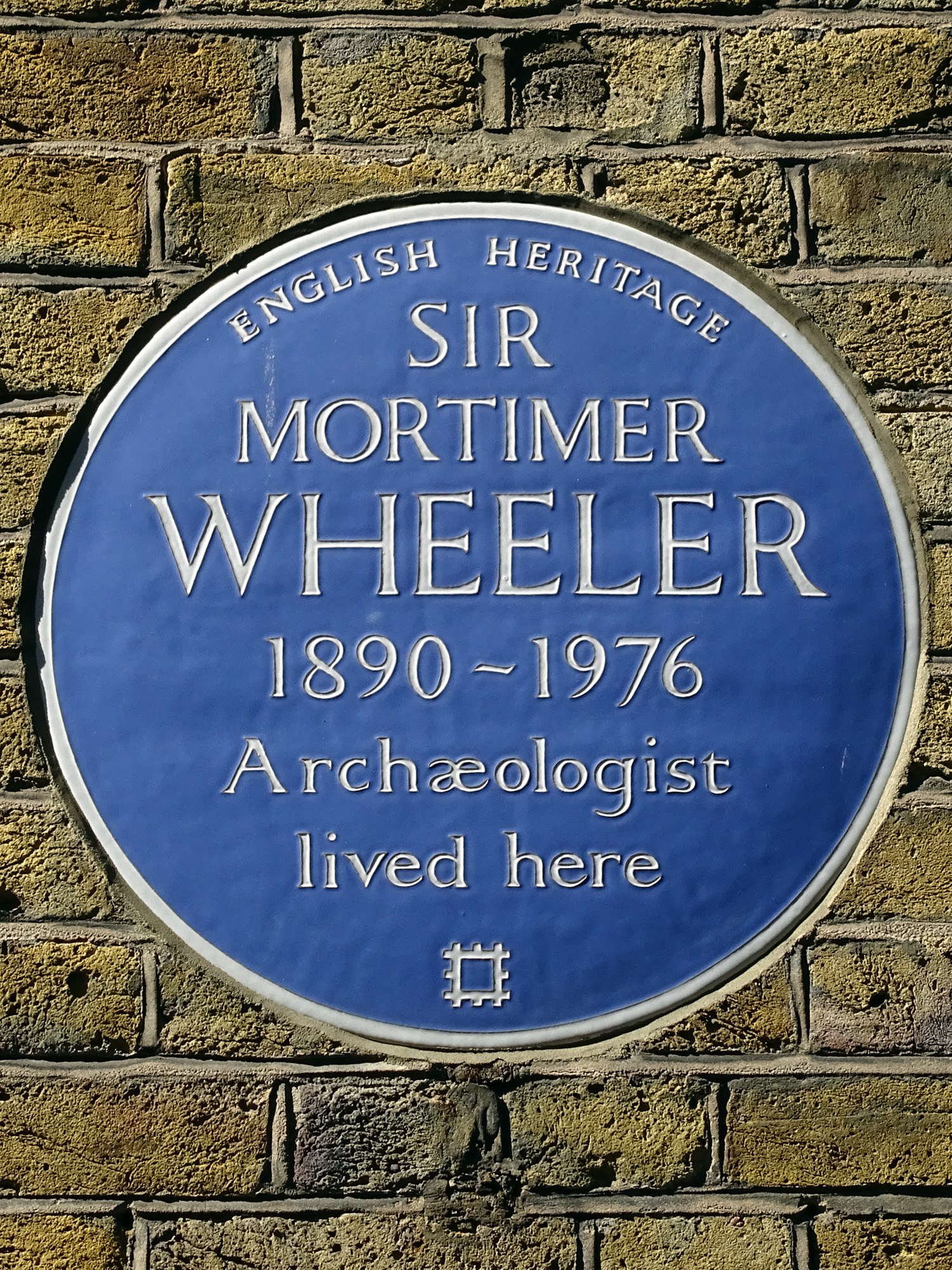
Targa apposta sulla casa in cui visse Mortimer Wheeler

Nacque a Glasgow nel 1890 e frequentò l'Università di Londra. Nel 1920 divenne direttore del Museo nazionale del Galles e in seguito direttore del Museo di Londra dal 1926 al 1944.
Durante la sua carriera, eseguì numerosi importanti scavi in Gran Bretagna e nelle colonie britanniche, tra i quali sono particolarmente noti quello di Verulamium, presso l'odierna St Albans nell'Hertfordshire, e quello di Maiden Castle, nel Dorset. I metodi di scavo da lui impiegati ebbero ampio seguito, restando in uso per decenni e ponendo le basi per la definitiva assunzione dello scavo stratigrafico moderno.
Nel 1944, divenne direttore generale del Servizio archeologico indiano, esplorando in dettaglio i resti della Civiltà della valle dell'Indo. Al suo ritorno in patria, nel 1948, ottenne una cattedra presso l'Istituto di Archeologia, e ottenne una certa fama attraverso i suoi libri e le apparizioni in televisione o alla radio, con i quali contribuì a portare l'archeologia ad un pubblico di massa.
Per i propri meriti, ottenne numerose decorazioni britanniche.